# Sovereign of the Seas
Le Sovereign of the Seas (« Souverain des mers ») est le premier d'une série de trois paquebots identiques construit par les Chantiers de l'Atlantique à Saint-Nazaire pour le compte de Royal Caribbean International et sous les couleurs de Royal Caribbean Cruise Line (RCCL), sous pavillon norvégien. Il est au moment de son lancement le plus grand navire de croisière du monde. Il est démantelé en 2020 à Aliaga en Turquie, au côté de son sister-ship Monarch of the Seas, après près de 32 ans de carrière.

## Historique

### Contexte
Au début des années 1980, la construction navale française est en crise. La concurrence des chantiers navals d'Asie, notamment coréens, sur les navires de charge oblige les Chantiers de l'Atlantique à se positionner sur des navires plus complexes à réaliser : les navires de croisière. Alain Grill, directeur de l'entreprise, envoie alors à tous les armateurs un document promotionnel vantant la compétence de Chantiers de l'Atlantique,. L'entreprise Royal Caribbean, habituellement cliente du chantier norvégien Wartsila, signe alors le 30 juillet 1985 à Oslo un contrat avec Chantiers de l'Atlantique pour la construction d'un navire d'une capacité de 2 600 passagers. La construction du Sovereign of the Seas est un défi pour les Chantiers de l'Atlantique. Avec ses 2 600 passagers, il s'agit à l'époque du plus grand navire à passagers construit à Saint-Nazaire devant le France (2 000 passagers) et du plus grand navire de croisière au monde. De plus, Royal Caribbean exige une livraison en 29 mois, là où la construction du France avait duré six ans.

### Construction

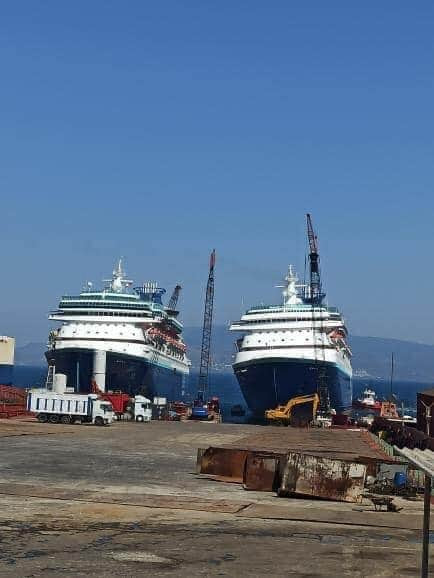
Le Sovereign (à droite), au côté du Monarch, en attente de démantèlement à Aliağa, en juillet 2020.

Chantiers de l'Atlantique attribue au futur Sovereign of the Seas le numéro de coque A29. Le coût du navire est estimé à environ 175 millions de dollars,.
Pour permettre la construction, 700 blocs et panneaux sont réalisés avec les tôles avant l'assemblage final dans la forme de construction.
Les premiers essais mers ont lieu en septembre 1987 entre l'île d'Yeu et Belle-Île-en-Mer. Les niveaux de bruit et de vibration mesurés sont jugés satisfaisants. Huit cent employés des Chantiers de l'Atlantique sont invités à bord durant les essais, une première dans l'histoire de l'entreprise,.
Le navire est livré en décembre 1987, avec cinq jours d'avance sur la date prévue. Avec cette performance les Chantiers de l'Atlantique vont se faire une réputation en utilisant l'assemblage et la préfabrication lourde de tous les éléments du navire. À la suite de ce bateau, Royal Caribbean commandera le Nordic Empress au chantier, puis deux autres navires de la série Sovereign, le Monarch of the Seas et le Majesty of the Seas.
Le Sovereign of the Seas est ensuite baptisé à Miami par Rosalynn Carter.

### Exploitation
Le navire commence sa carrière opérationnelle chez Royal Caribbean Cruise Line, avant de basculer dans la flotte de Pullmantur en 2008. En 2017, le navire est rénové au sein du chantier naval espagnol Navantia.

### Fin de carrière et démantèlement
Comme conséquence de la crise sanitaire du Covid19, Pullmantur dépose le bilan en juin 2020.  Par conséquent, le Sovereign of the Seas, tout comme son sister-ship le Monarch of the Seas est mis hors service pour être démantelé à Aliağa en Turquie.

## Conception
Afin de faciliter la circulation des passagers à bord, les coursives qui desservent les cabines donnent toutes sur une "place centrale " d'une hauteur de cinq ponts. Ce concept est par la suite réutilisé sur tous les navires de Royal Caribbean et de nombreux autres navires de croisière,.
Le navire est dominé par la "Viking Crown", bar panoramique caractéristique des navires de Royal Caribbean. Le bar-lounge du Sovereign of the Seas peut accueillir 250 personnes.

## Les troisnavires-jumeaux

### Sovereign of the Seas
- Numéro de coque : A 29
- Livraison : 1987

### Monarch of the Seas
- Livraison : 1991

### Majesty of the Seas
- Numéro de coque : B 30
- Livraison : 1992

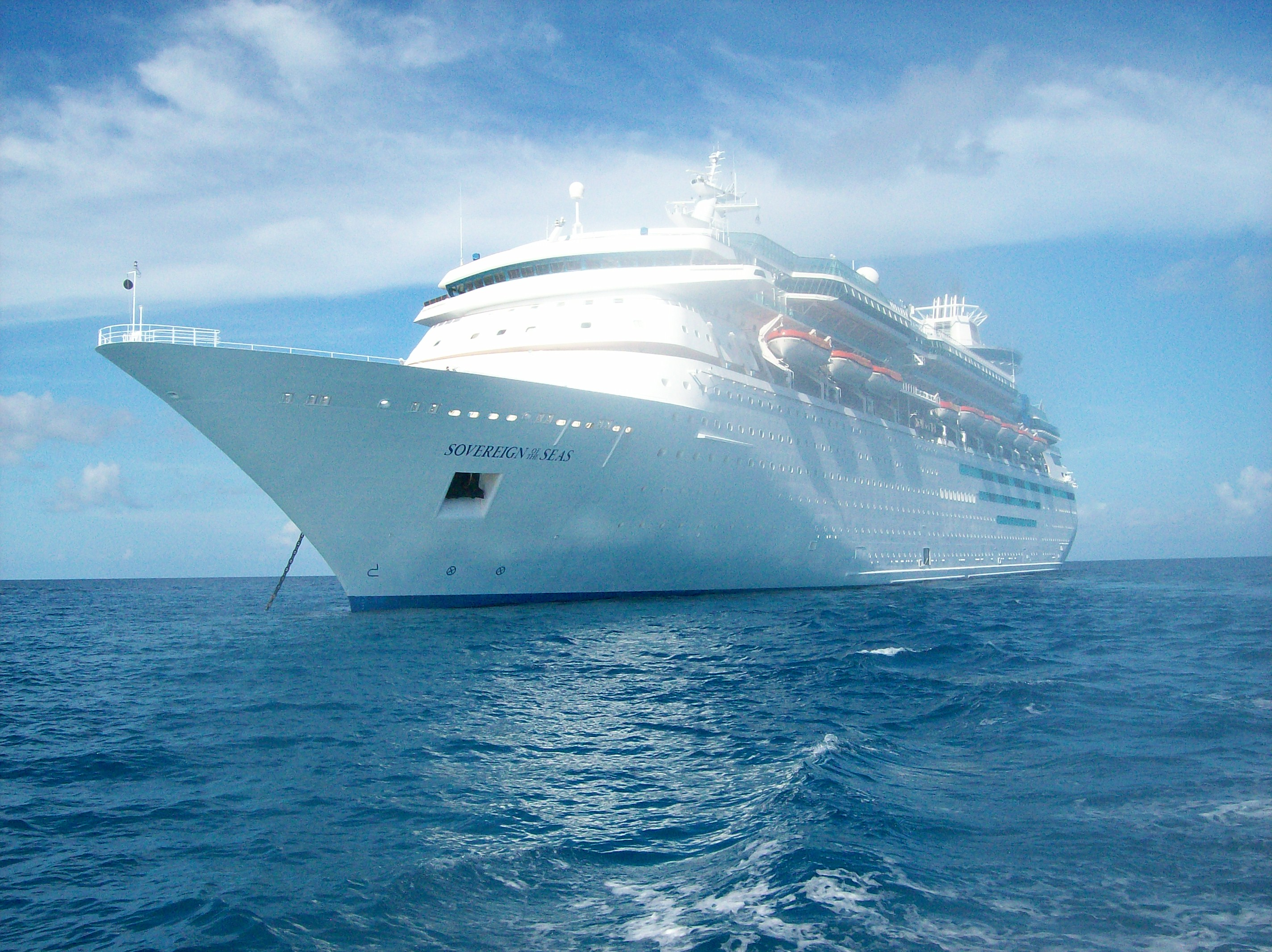
Sovereign of the Seas
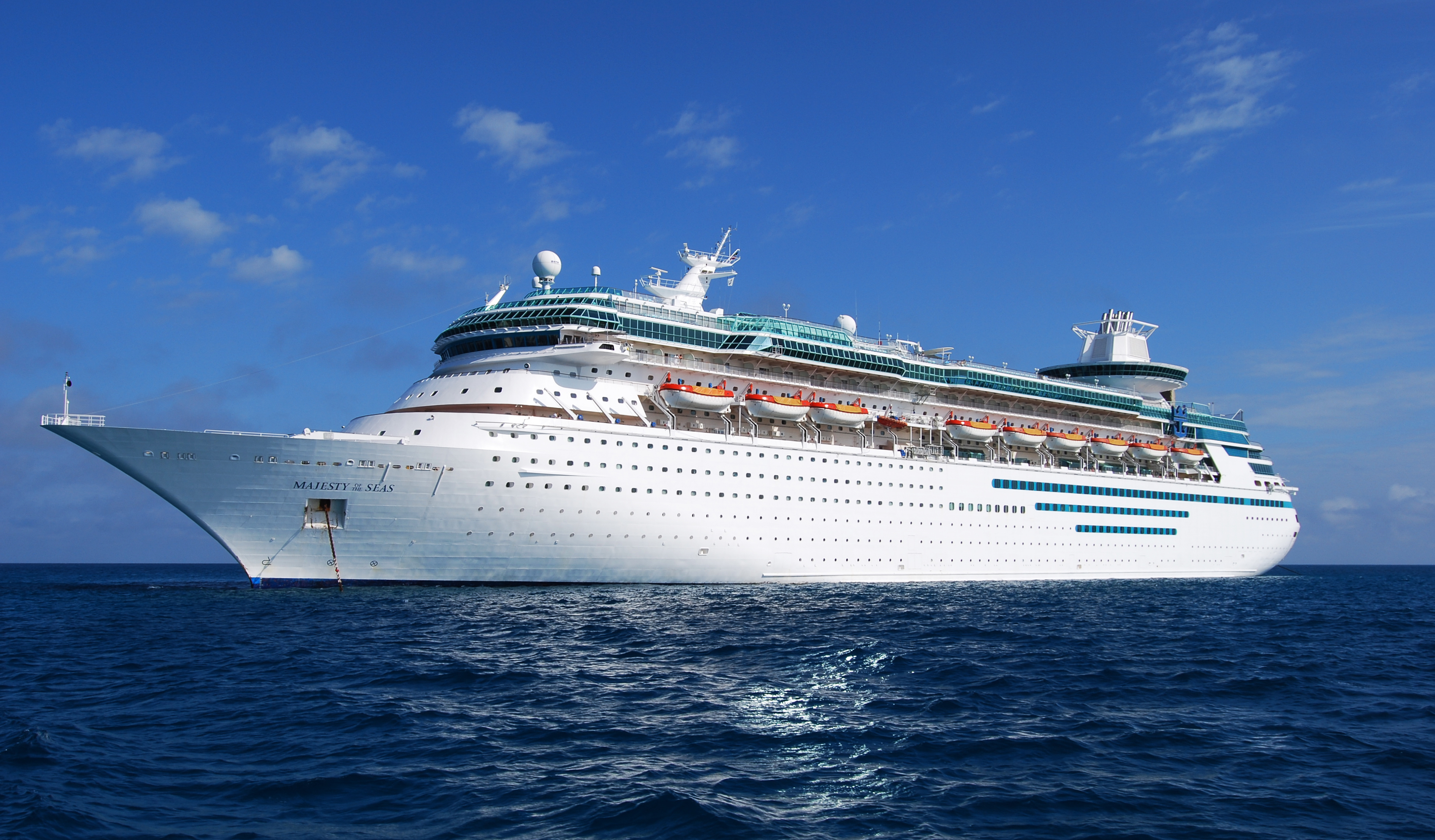
Majesty of the Seas